# نبل (خلق)
النُّبْل لغةً: الذكاء والنَّجابة، من نَـبُل نُـبْلًا ونَبالة، والنَّبِيلة: الفَضِيلة. وقيل: نَبِيل، أَي: عاقل. وقيل: حاذِق، وهو نَبِيل الرَّأْي، أَي: جيِّده، وقيل: نَبِيل، أَي: رفيق بإِصلاح عِظام الأُمور، ونَبُل فلان: كَرُمَ حَسْبُه وحُمِدَت شمائله.
واصطلاحًا هو خُلُقٌ حميد، يتحلَّى صاحبه بالذَّكاء والنَّجابة في ذاته، والفضل والرِّفق في تعامله مع النَّاس، مع حِذْقٍ في الرَّأي والعمل.
وقال أبو هلال العسكري عن النُّبل: «هو ما يرتفع به الإنسان من الرُّوَاء، ومن المنظر، ومن الأخلاق والأفعال، وممَّا يَختصُّ به من ذلك في نفسه دون ما يُضَاف، يقال: رجل نَبِيلٌ: في فعله ومنظره، وفَرَسٌ نَبِيلٌ: في حُسْنه وتمامه».

## مما قيل عن النُّبل
- (قيل لمعاوية بن أبي سفيان: ما المروءة؟ فقال: إصلاح المعيشة، واحتمال الجَرِيرَة. قيل له: فما النُّبْل؟ قال: مؤاخاة الأَكْفَاء، ومداجَاة الأعداء).[4]
- وقال الغزالي: (وأما النُّبْل فهو سرور النَّفس بالأفعال العظام)[5]..
- وقيل: (النَّبِيل: مجمع لجميع الفضائل الخُلقيَّة والجسميَّة والاجتماعيَّة).[6]
- وقيل: (الحياء يزيد في النُّبْل).[7]
- وقال يحيى بن خالد: (من حقوق المروءة، وأمارة النُّبْل: أن تتواضع لمن دونك، وتنصف من هو مثلك، وتستوفي على من هو فوقك).[8]
- وقال الجاحظ: (وإن كان النُّبْل بالتَّنَـبُّل، واستحقاق العِظَم بالتَّعظُّم، وبقلَّة النَّدم والاعتذار، وبالتَّهاون بالإقرار، فكلُّ من كان أقلَّ حياء، وأتمَّ قِحةً، وأشدَّ تَصَلُّفًا، وأضعف عُدَّةً، أحقُّ بالنُّبْل وأولى بالعُذر. وليس الذي يوجب لك الرِّفعة أن تكون -عند نفسك دون أن يراك النَّاس- رفيعًا، وتكون في الحقيقة وضيعًا، ومتى كنت من أهل النُّبْل، لم يضرُّك التَّبذُّل، ومتى لم تكن من أهله، لم ينفعك التَّنَـبُّل، وليس النُّبْل كالرِّزق، يكون مرزوقًا الحرمان أَلْيَق به، ولا يكون نَبِيلًا السَّخافة أَشْبه به، وكلُّ شيء من أمر الدُّنْيا قد يحظى به غير أهله، كما يحظى به أهله، وما ظنُّك بشيء المروءة خصلة من خصاله، وبُعْد الهمَّة خُلَّة من خلاله، وبهاء المنظر سبب من أسبابه، وجَزَالة اللَّفظ شُعْبة من شُعَبه، والمقامات الكريمة طريق من طرقه. واعلم أنَّك متى لم تأخذ للنُّبل أُهْبته، ولم تُقِم له أَدَاته، وتأته من وجهه، وتَقُم بحقِّه، كنت مع العناء مُبْغَضًا، ومع التكلُّف مُستصْلَفًا، ومن تبغَّض فقد استهدف للشِّتام، وتصدَّى للمَلام).

وقال أيضا: (من صفات النُّبْل، المروءة وبُعْد الهمَّة، وبهاء المنظر، وجَزَالة اللَّفظ، والمقامات الكريمة.

## صور ونماذج لصفة النُّبل
1. قال يحيى بن أكثم: (قال الرَّشيدي: ما أنبل المراتب؟ قلت: ما أنت فيه يا أمير المؤمنين. قال: فتعرف أجلَّ منِّي؟ قلت: لا. قال: لكنِّي أعرفه؛ رجل في حَلْقَة يقول: حدَّثنا فلان عن فلان عن رسول الله. قال: قلت يا أمير المؤمنين، أهذا خير منك، وأنت ابن عمِّ رسول الله، ووليُّ عهد المؤمنين؟ قال: نعم، وَيْلك! هذا خير منِّي؛ لأنَّ اسمه مقترن باسم رسول الله لا يموت أبدًا، ونحن نموت ونفنى، والعلماء باقون ما بقي الدَّهر).[10]
2. قال سعيد بن العاص: (ما شاتمت رجلًا مُذْ كنت رجلًا؛ لأنِّي لا أُشَاتم إلَّا أحدَ رجلين: إمَّا كريم، فأنا أحقُّ من احتمله، وإمَّا لئيم، فأنا أولى من رفع نفسه عنه).[11]
3. لما قحطت البادية في أيام هشام بن عبد الملك، قدمت عليه العرب، فهابوا أن يتكلَّموا، وفيهم دِرْوَاس بن حبيب -وقيل أن اسمه: درباس بن حبيب بن درباس- وكان ابن ست عشرة سنة، له ذُؤابة، وعليه شَمْلَتان، فوقعت عليه عينا هشام، فقال لحاجبه: ما يشاء أحد يدخل علي إلَّا دخل، حتى الصِّبيان؟! فوثب دِرْوَاس بن حبيب حتى وقف بين يديه مُطْرِقًا، فقال: يا أمير المؤمنين، إنَّ للكلام نَشْرًا وطيًّا، وإنَّه لا يُعرف ما في طيِّه إلا بنَشْرِه، فإن أذِنت لي أن أنشُره نشَرته. قال: انشُر، لا أبا لك، وقد أعجبه كلامه مع حداثة سنِّه. فقال: إنَّه أصابتنا سنون ثلاث: سنة أذابت الشَّحم، وسنة أكلت اللَّحم، وسنة أنقت العظم، وفي أيديكم فضول أموال، فإن كانت لله ففرِّقوها على عباده، وإن كانت لهم فعَلَام تحبسونها عنهم؟ وإن كانت لكم فتصدَّقوا بها عليهم فإن الله عز وجل يجزي المتصدقين، ولا يضيع أجر المحسنين، فقال هشام: ما ترك لنا الغلام في واحدة من الثَّلاث عُذْرًا. فأمر للبوادي بمائة ألف دينار، وله بمائة ألف درهم، فقال درواس: ارددها يا أمير المؤمنين إلى جائزة العرب، فإنِّي أخاف أن تعجز عن بلوغ كفاية. فقال: أما لك حاجة؟ قال: ما لي حاجة في خاصَّة نفسي دون عامَّة المسلمين. فخرج وهو من أنبل القوم.[12]

## فوائد التحلي بخلق النبل[13]
1. النُّبْل أهله يعيشون كِرَامًا، ويموتون كِرَامًا.
2. النُّبْل من مكارم الأخلاق الفاضلة ومن صفات العظماء والحُكماء.
3. النُّبْل علامة على عُلوِّ الهمَّة، وشرف النَّفس.
4. القائد المتَّصف بالنُّبْل يكون حاذقًا في تعامله.

أسباب عدم التحلي بهذا الخلق:
1. التَّكبُّر والتَّعالي على الخَلْق.
2. الدَّناءة وسوء الخُلُق.
3. ظُلْم النَّاس.
4. التَّعجُّل والحُمْق، وسوء التَّفْكير، ونقصان الحِكْمة في الأمور.
5. البخل والشُّح.

## النبل في شعر العرب
- قال الشَّاعر:[14]

- وقال الشاعر:[15]